# Miltou
Miltou est une petite ville du Tchad sur le Chari, aux confins des provinces de Chari-Baguirmi (à laquelle elle est rattachée) et du Moyen-Chari. Au terme de la conférence internationale de Berlin, elle fut officiellement placée sous tutelle française et marquait la limite avec les territoires administrés par l'Empire allemand. Jusque dans les années 1950, les autorités locales y percevaient un droit d'octroi pour la descente du fleuve. Soumise à un climat tropical, il s'y trouve aujourd'hui une station météorologique.